# Creste
Creste is een plaats en voormalige gemeente in het Franse departement Puy-de-Dôme (in de regio Auvergne-Rhône-Alpes en telt 52 inwoners (2009). De plaats maakt deel uit van het arrondissement Issoire.

## Geschiedenis
De gemeente Creste is op 1 januari opgeheven en toegevoegd aan de gemeente Saint-Diéry. 

## Geografie
De oppervlakte van Creste bedraagt 4,4 km², de bevolkingsdichtheid is dus 11,8 inwoners per km².
De onderstaande kaart toont de ligging van Creste met de belangrijkste infrastructuur en aangrenzende gemeenten.

## Demografie
Onderstaande figuur toont het verloop van het inwonertal.